# Typhlodromus channabasavannai
Typhlodromus channabasavannai är en spindeldjursart som beskrevs av Gupta 1978. Typhlodromus channabasavannai ingår i släktet Typhlodromus och familjen Phytoseiidae. Inga underarter finns listade i Catalogue of Life.